# Лібертадор
Боліваріанський муніципалітет Лібертадор (Municipio Bolivariano Libertador) є єдиним адміністративним підрозділом Столичного округу Венесуели, який разом з муніципалітетами Барута, Чакао, Ель Хатільо та Сукре утворює столичний округ Каракасу. Муніципалітет Лібертадор має власний вихід до моря через штат Варгас, що робить його особливим місцем. Він також межує зі штатом Міранда і є одним з небагатьох місць у Венесуелі, названих на честь Симона Болівара - національного героя, який звільнив Венесуелу від іноземного панування.
Лібертадор — один із найменших муніципалітетів Венесуели із загальною площею території 438 квадратних кілометрів (169 миля2). Це найбільше за кількістю населення, сягаючи близько 2,1 мільйона жителів.
У цьому муніципалітеті знаходяться такі будівлі, а самепрезидентський палац Мірафлорес, Федеральний законодавчий палац, Національна виборча рада, головні офіси PDVSA та CANTV, Центральний банк Венесуели та державне міністерство.

## Історія

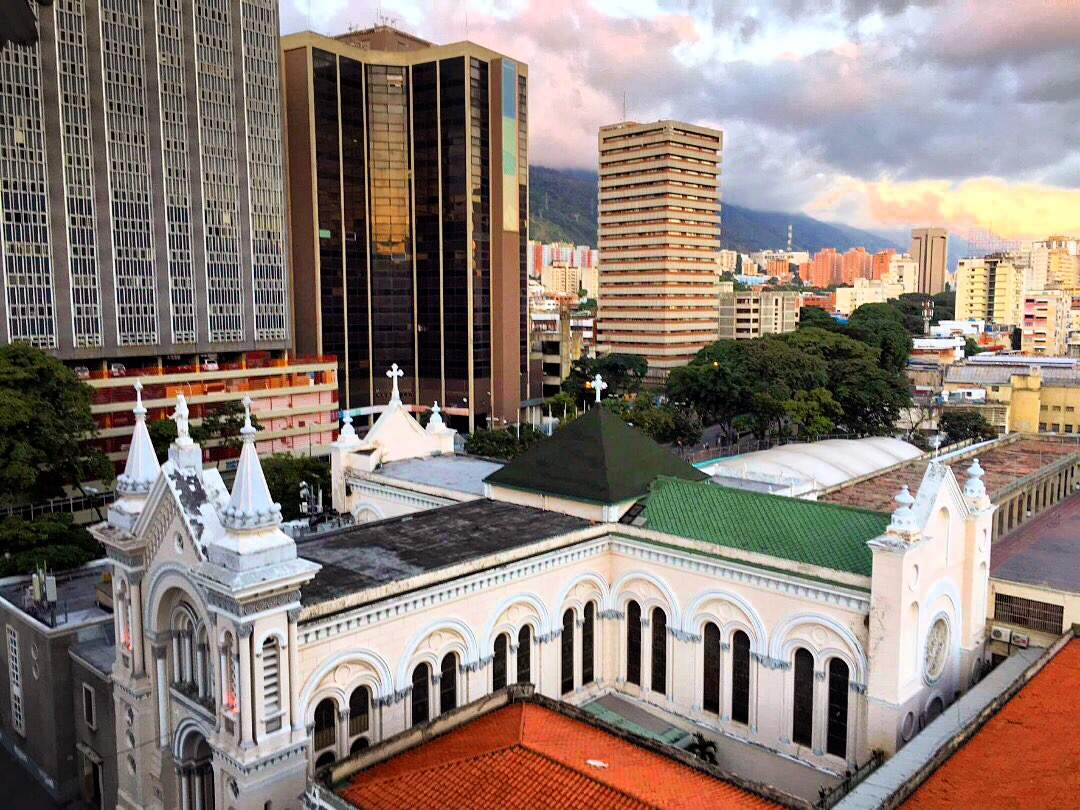
Район Ла Канделарія в Каракасі

Він був відомий у 1901 році під назвою Департамент Лібертадор; з департаментом Варгас (тепер муніципалітет Варгаса, утворив Федеральний округ Венесуели).
У 1986 році його назву замінили на округ Лібертадор. Коли сталося створення штату Варгас у 1998 році він став одним адміністративним підрозділом для федерального округу.
Згідно з чинною конституцією 1999 року Федеральний округ ліквідували і був створений Столичний округ. Відповідно до нових умов адміністративного поділу, Лібертадор став муніципалітетом, що складається з 22 парафій.
У 2000 році столичний округ Каракасу було утворено шляхом  об'єднання Лібертадора та чотирьох інших муніципалітетів: Барута, Чакао, Ель-Атільо та Сукре. Таким чином був створений новий округ.

## Географія
Муніципалітет Лібертадор знаходиться на півночі країни поблизу гори Ель-Авіла, яка відноситься до центрального хребта Венесуели.  Штат Вергас є сусідом на півночі, на півдні та сході сусідом з муніципалітетом Барута штату Міранда та на заході зі штатом Арагуа. Муніципалітет включає красивий  район Лос Чагуарамос.

### Клімат
Клімат цього міста дуже стабільний і теплий протягом усього року. Середня температура коливається від 24 до 28 градусів за Цельсієм. Це робить його найтеплішим серед усіх районів Каракасу.

## Економіка
Економіка цього міста базується переважно на державному секторі, тобто більшість людей працюють у державних установах. Крім того, це фінансовий центр країни, оскільки тут розташований Центральний банк. Туризм також відіграє важливу роль завдяки історичному центру міста. Неформальна торгівля є досить поширеним явищем в цьому районі.

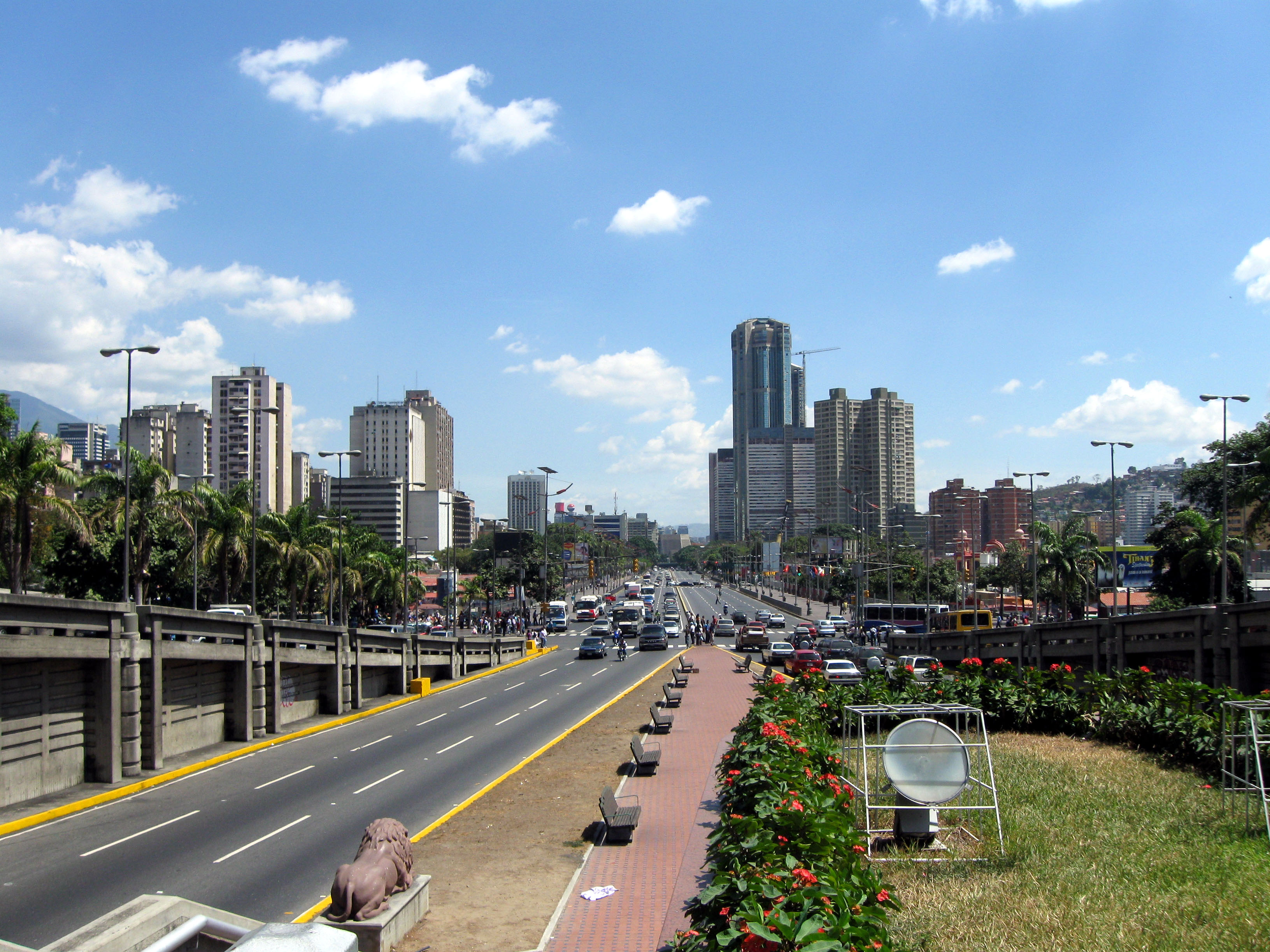
Проспект Болівара

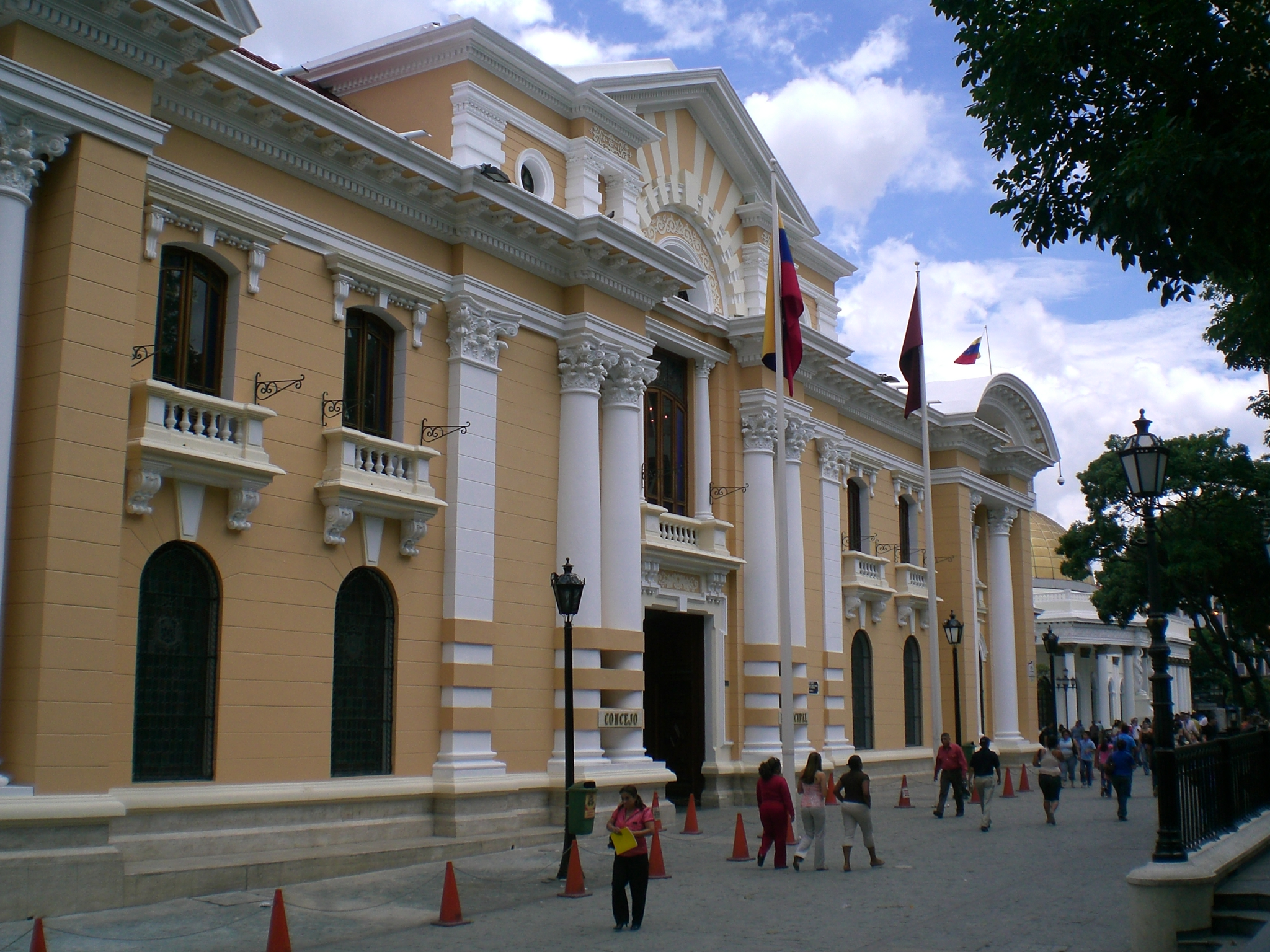
Мерія муніципалітету Лібертадор

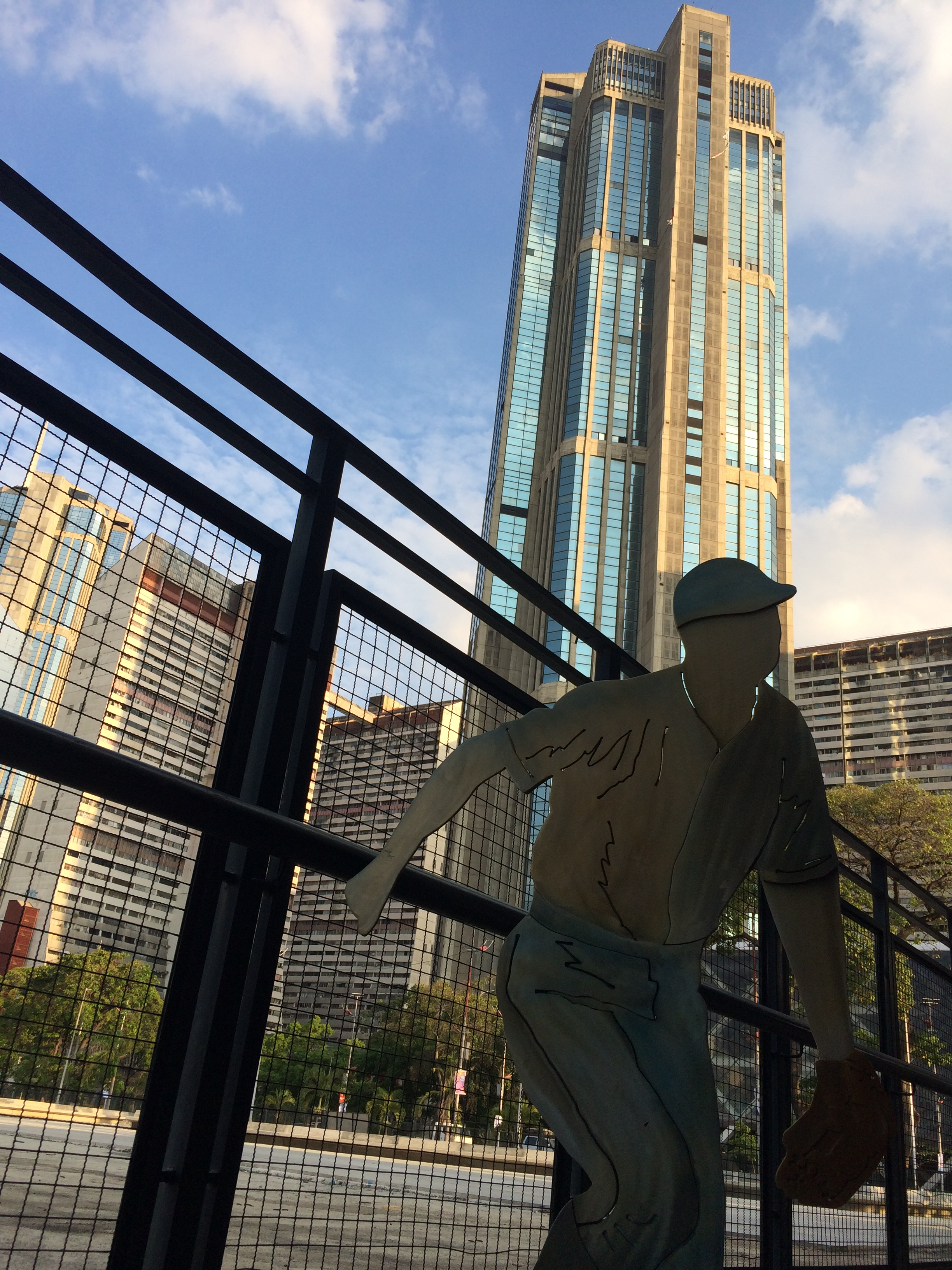
Центральний комплекс Parque з Національної картинної галереї

Конституція Венесуели передбачає, що муніципальні органи влади поділяються на виконавчу, яка керується мером і законодавчою владою, яка керується муніципальною радою, до якої включено 30 членів, обидві посади обираються шляхом загального та таємного голосування.
Муніципалітет Лібертадор має особливий статус. На відміну від інших міст, він не входить до складу жодного штату. Тому замість губернатора тут є голова уряду, якого призначає президент країни.
Засобом масової інформації є Ciudad CCS.

### Мери
- Клаудіо Фермін (1989-1992)
- Арістобуло Істуріз (1992-1995)
- Антоніо Ледесма (1995-2000)
- Фредді Бернал (2000-2008)
- Хорхе Родрігес (2008-2017)
- Еріка Фаріас (2017-2021)

### Парафії
Муніципалітет Лібертадор був адміністративною одиницею, яка складалася з 22 менших районів, званих парафіями. Разом вони утворювали значну частину міста Каракас.
| Parish              | Area      | Population (2007) |
| ------------------- | --------- | ----------------- |
| (1) Santa Rosalía   | 6,68 km²  | 118.327           |
| (2) El Valle        | 12,64 km² | 152.763           |
| (3) Coche           | ? km²     | 57.907            |
| (4) Caricuao        | 23,83 km² | 166.918           |
| (5) Macarao         | 10,25 km² | 50.032            |
| (6) Antímano        | 20,90 km² | 150.971           |
| (7) La Vega         | 12,64 km² | 142.765           |
| (8) El Paraíso      | 10,79 km² | 114.820           |
| (9) El Junquito     | 52,52 km² | 45.398            |
| (10) Sucre          | 59,30 km² | 396.919           |
| (11) San Juan       | 3,25 km²  | 101.777           |
| (12) Santa Teresa   | 0,72 km²  | 20.641            |
| (13) 23 de enero    | 2,31 km²  | 84.650 (2009)     |
| (14) La Pastora     | 4,47 km²  | 41.989            |
| (15) Altagracia     | ? km²     | 89.670            |
| (16) San José       | 2,59 km²  | 39.196            |
| (17) San Bernardino | 12,27 km² | 26.296            |
| (18) Catedral       | 0,76 km²  | 5.479             |
| (19) Candelaria     | 1,23 km²  | 62.360            |
| (20) San Agustín    | 1,59 km²  | 46.757            |
| (21) El Recreo      | 18,10 km² | 107.051           |
| (22) San Pedro      | ? km²     | 62.641            |

## Демографія
Муніципалітет Лібертадор займає дуже малу частину всієї країни – всього 0,22%. При цьому тут проживає понад 2 мільйони людей, що становить половину жителів Каракасу. Це означає, що на кожному квадратному кілометрі цього району живе в середньому 4816 людей. Іншими словами, тут дуже-дуже багато людей живе на невеликій території, і всі ці території зайняті будинками та іншими будівлями
За останніми даними 2006 рoку Лібертадор вважався другим за величиною мега- нетрі у світі. 